# Велман (Тексас)
Велман (енгл. Wellman) град је у америчкој савезној држави Тексас. По попису становништва из 2010. у њему је живело 203 становника.

## Демографија
Према попису становништва из 2010. у граду је живело 203 становника, што је 0 (0,0%) становника више него 2000. године.
| Група             | 2000.       | 2010.       |
| Белци             | 143 (70,4%) | 117 (57,6%) |
| Афроамериканци    | 0 (0,0%)    | 2 (1,0%)    |
| Азијати           | 0 (0,0%)    | 0 (0,0%)    |
| Хиспаноамериканци | 59 (29,1%)  | 83 (40,9%)  |
| Укупно            | 203         | 203         |